# Andrea Gattinoni

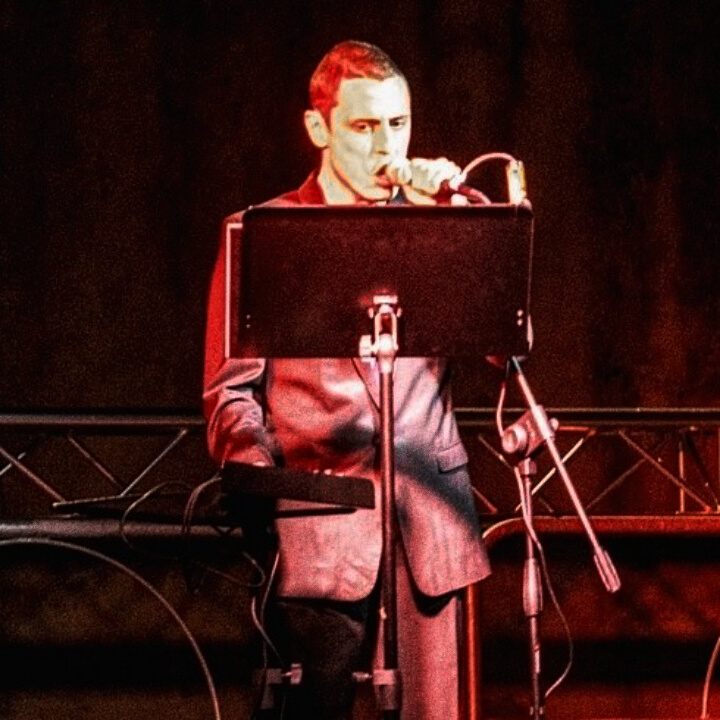
Andrea Gattinoni nel 2021

Andrea Gattinoni (Novara, 30 maggio 1973) è un attore italiano di teatro, cinema e televisione.

## Biografia
Nato a Novara nel 1973, nel 1997 si diploma presso la Civica Scuola di Teatro Paolo Grassi di Milano.
Attore, regista e autore, lavora con il Piccolo Teatro di Milano, con Teatridithalia e con Cooperativa Laboratorio Teatro Settimo.
È tra i protagonisti di Si può fare di Giulio Manfredonia, film corale sull'apertura dei manicomi dopo la legge Basaglia, presentato in anteprima al Festival Internazionale del Film di Roma 2008. L'intero cast del film si è aggiudicato la Menzione Speciale del Premio Libera Associazione Rappresentanza di Artisti (L.A.R.A.), premio assegnato al miglior interprete italiano tra i film in concorso in tutte le sezioni del Festival Internazionale del Film di Roma. Sempre al cast va il Ciak d'oro 2009. Al film è stato assegnato il premio David Giovani in occasione dei David di Donatello 2009.
Nel 2009 è tra gli interpreti principali del film tv di Canale 5, Fratelli Detective, regia di Giulio Manfredonia.
Dal 2016 si dedica all'insegnamento di cinema e teatro e nel 2021 fonda a Novara un centro di formazione attoriale, Hangar Formazione Attoriale Indipendente.

## Carriera

### Teatro
- Fenicie, di Euripide, regia di Gabriele Vacis e Antonio Pizzicato (1997)
- Pericle, principe di Tiro, di William Shakespeare, regia di Krzystof Warlikowski (1998)
- Cromwell, di Mario Unnia, regia di Laura Torelli (1998)
- Totem, di Gabriele Vacis e Alessandro Baricco, regia di Gabriele Vacis (1998)
- Fatima Blus, di Luca Labarile, Compagnia Area Piccola (1998)
- Thankyoueveryone, di Max Papeschi, Andrea Gattinoni e Carlo Gabardini, regia di Max Papeschi (1999)
- Bagaglio a mano[6], di  Mark Ravenhill, regia di Ferdinando Bruni ed Elio De Capitani (2000-2001)
- Edoardo II[7], di Christopher Marlowe, regia di Ferdinando Bruni ed Elio De Capitani (2000-2001)
- Lo zoo di vetro[8], di Tennessee Williams, regia di Ferdinando Bruni (2001)
- I due gemelli veneziani, di Carlo Goldoni, regia di Elio De Capitani (2001-2002)
- La bottega del caffè, riscrittura da Carlo Goldoni di Rainer Werner Fassbinder, regia di Ferdinando Bruni ed Elio De Capitani (2002)
- Elephant Woman, di Andrea Gattinoni, regista (2006)
- La tentazione di sant'Antonio[9], di Gustave Flaubert, attore e regista (2015)
- Moi, di Chiara Pasetti, regista (2016)
- Elephant Woman[10][11], di Andrea Gattinoni, regista (2017-2020)
- La Tentazione, da La tentazione di sant'Antonio di Gustave Flaubert, attore e regista (2019)
- 7 – I sette Vizi Capitali nella Divina Commedia, da la Divina Commedia di Dante Alighieri, attore e regista (2021-2023)
- Come l'eclisse o la cometa sia, da Orlando furioso di Ludovico Ariosto, attore e regista (2022)
- Come una melodia blu, AA. VV., attore e regista (2022)
- DNA[12], di Dennis Kelly (scrittore), regista (2023)
- Golgotha[13], di Andrea Gattinoni, regista (2024)
- Splendid's, di Jean Genet, Casa Circondariale di Novara, adattamento e regia (2024)

### Cinema
- Happy House, regia di Max Papeschi e Jacopo O.Z. (2003)
- Decameron Pie - Non si assaggia... si morde!, regia di David Leland (2008)
- Si può fare[14], regia di Giulio Manfredonia (2008)
- Sleepless[15], regia di Maddalena De Panfilis (2010)
- Luigi Tenco: Io Sono Uno[16], regia di Patrizio Trecca (2012)
- King Lear Project, regia di Federico Ferrario (2013)

### Televisione
- Scatafascio, di e con Paolo Rossi, Italia 1, autore e attore (1998)
- Fine secolo, regia di Gianni Lepre, Rai Uno (2000)
- Ticalma, di Max Papeschi, Carlo Gabardini e Andrea Gattinoni, Rai 2, autore e attore (2002)
- Rido, di Sergio Pezzola, Rai 2, autore e attore (2002)
- Visitors, di Gregorio Paolini, Italia 1, autore e attore (2004)
- Cronache Marziane, di Gregorio Paolini, Italia 1, autore (2004)
- Pupazzi a pezzi, di Max Papeschi e Andrea Begnini, All Music, direttore del doppiaggio e doppiatore (2005)
- Brum, di Max Papeschi e Andrea Gattinoni, Paramount Comedy, autore e attore (2005)
- Distretto di Polizia 5, regia di Lucio Gaudino – Serie TV, episodio 5x18 (2005)
- Fratelli Detective[17], regia di Giulio Manfredonia – Film TV,  Canale 5 (2009)
- Squadra antimafia 5, regia di Beniamino Catena – Serie TV, episodi 5x01, 5x02 (2013)
- Altri tempi, regia di Marco Turco – Miniserie TV,  Rai Uno (2013)
- Sìsara[18], regia di Patrizio Trecca – Serie TV (2014)

### Cortometraggi
- Tuttosottocontrollo, di Andrea Gattinoni e Luca Lucini (1999)
- Tommygun[19], regia di Nicola Rondolino (2000)
- Io e l'altro, regia di Patrizio Trecca (2012)

### Videoclip
- Una vita da mediano, Luciano Ligabue (1999)

### Riconoscimenti
- David di Donatello (premio) – Candidatura Miglior attore non protagonista per Si può fare (film) (2009)[20]
- Ciak d'oro – Miglior Cast corale per Si può fare (film) (2009)[2]